# Грендорж, Жан-Франсуа
Жан-Франсуа Грендорж (фр. Jean-François Graindorge; 1770 или 1772—1810) — французский военный деятель, бригадный генерал (1805 год), барон (1809 год), участник революционных и наполеоновских войн. Имя генерала выбито на Триумфальной арке в Париже.

## Биография
Родился в семье Франсуа Грендоржа (фр. François Marc Alexandre Graindorge, Sieur de la Jouannière) и его супруги Марии Бурдон (фр. Marie Madeleine Bourdon). Начал службу 20 сентября 1791 года лейтенантом 1-го батальона волонтёров Орна. В 1792-94 годах сражался в рядах Северной армии. 11 июня 1792 года в бою у Гриссоля, недалеко от Мобёжа, был ранен пулей в правое бедро. 17 сентября 1792 года был ранен пулей в голову. 8 сентября 1793 года в битве при Ондскоте захватил редут, размещённый на дороге, и получил сквозное пулевое ранение. 9 того же месяца у Берга он способствовал захвату редута, защищавшего подходы к данной местности, несмотря на наводнение, которое охватывало поле более чем на четыре лье. В тот же день, на въезде в город, он получил новое пулевое ранение. 29 сентября 1793 года был произведён в капитаны. В битве при Нойвиде захватил гарнизон и артиллерию, которые защищали позицию. В июне 1794 года при блокаде Шарлеруа получил три сабельные раны в голову и одну в левую руку. 2 июля 1794 года переведён в состав Самбро-Мааской армии. 14 июля 1794 года его батальон влился в 111-ю полубригаду линейной пехоты. 5 сентября 1795 года при переправе через Рейн был ранен пулей в левое колено. 18 февраля 1796 года 111-я полубригада в ходе второй амальгамы влилась в состав 37-й полубригады линейной пехоты. 20 апреля 1797 года при новом переходе Рейна в Нойвиде первым ворвался в редуты противника, и прямо на поле боя был произведён в командиры батальона генералом Гошем. 23 июня 1797 года был утверждён Директорией в новом звании и получил под своё начало 3-й батальон 37-й полубригады. Переведённый в Армию Гельвеции, 26 июля 1799 года отличился у Даволя, в ущелье Ланкарт, где в течение одиннадцати часов с 5 ротами сдерживал многочисленные атаки четырёх австрийских полков и шести рот принца Оранского. Он сумел не только остановить продвижение неприятеля, но и заставил его отступить. В ходе боя имперцы понесли значительные потери, и оставили в руках французов 150 пленных. Генерал Массена, ставший свидетелем героического поведения Грендоржа, прямо на поле боя произвёл его в полковники, и отдал под его начало 84-ю полубригаду линейной пехоты. Однако Грендорж не был утверждён в новом звании. 25 сентября 1799 года, командуя авангардом Гельветической армии, отличился при переправе через Лиммат, где взял несколько пушек и пять флагов русских, и вновь был произведён Массена в звание полковника. 7 ноября 1799 года стал командиром 36-й полубригады линейной пехоты. В 1800 и 1801 году служил в Рейнской армии в дивизии Молитора, сражался 5 мая 1800 года при Мескирхе и 10 мая 1800 года при Меммингене.
По окончании боевых действий расположился с полком гарнизоном в Ахене. 29 августа 1803 года 36-я полубригада была включена в состав 1-й пехотной дивизии Сент-Илера в лагере Сент-Омер в составе Армии Берегов Океана.
1 февраля 1805 года был произведён Императором в бригадные генералы, и 2 марта направлен в 1-й военный округ в Париже. 19 мая возглавил бригаду, состоящую из 4-го полка лёгкой пехоты полковника Базанкура. Бригада была частью резервной пехотной дивизии генерала Газана в Лилле. С 29 августа в составе 5-го корпуса Ланна Великой Армии. 11 ноября в бою при Дюренштейне попал в плен. После окончания боевых действий и обмена военнопленными, вернулся к командованию бригадой.
В Прусской кампании 1806 года бригада состояла из 21-го полка лёгкой пехоты полковника Дюамеля. Грендорж сражался при Заальфельде 10 октября, при Йене 14 октября, где был ранен, при Пултуске 26 декабря, Островно 3 февраля и Станиславове 15 февраля. При Остроленке 16 февраля 1807 года Савари, командир 5-го корпуса, приказал генералу Грендоржу, командующему аванпостами корпуса, напасть на русские позиции у Россаги. Грендорж бросил в атаку сперва 1-й батальон 21-го лёгкого, затем поддержал его 2-м батальоном и 100-м полком линейной пехоты. Противник был разбит на всех пунктах. Французы гнали неприятеля на протяжении 2 лье. Русские потеряли в ходе сражения до 2000 человек убитыми, ранеными и пленными, три орудия и флаг. 21 февраля генерал сдал командование прославившейся бригадой, и отбыл во Францию на отдых и лечение.
15 октября 1807 года возглавил бригаду 3-й пехотной дивизии 1-го наблюдательного корпуса Жиронды. С марта по июль 1808 года комендант Сетубала. 17 ноября 1808 года переведён в 8-й армейский корпус Армии Испании. 12 декабря возглавил 1-ю бригаду 3-й пехотной дивизии генерала Эдле в том самом корпусе. 31 января 1810 года назначен командиром 2-й бригады 1-й пехотной дивизии Мерля 2-го армейского корпуса Армии Португалии. 27 сентября 1810 года в сражении при Бусаку в Португалии был смертельно ранен британской картечью, и умер 1 октября в Каркежу (ныне район Барро).

## Воинские звания
- Лейтенант (20 сентября 1791 года);
- Капитан (29 сентября 1793 года);
- Командир батальона (20 апреля 1797 года, утверждён 23 июня 1797 года);
- Полковник (26 июля 1799 года, утверждён 21 октября 1800 года);
- Бригадный генерал (1 февраля 1805 года).

## Титулы
- Барон Грендорж и Империи (фр. baron Graindorge et de l'Empire; декрет от 19 марта 1808 года, патент подтверждён 29 октября 1809 года в Шёнбрунне)[2][3].

## Награды
Легионер ордена Почётного легиона (11 декабря 1803 года)
 Офицер ордена Почётного легиона (14 июня 1804 года)
 Коммандан ордена Почётного легиона (21 августа 1810 года)

### Комментарии
1. ↑  Бегство генерала Грендоржа в лодке с поля боя под Дюренштейном – это был фактически единственный за всю историю войн Империи документально засвидетельствованный пример трусости высшего офицера на поле боя. И всё же даже в данном случае, несмотря на всю очевидность проступка, его нельзя оценить иначе как минутную слабость: Грендорж в течение своей карьеры два раза получал повышения прямо на поле боя, был ранен пять раз и геройски погиб от смертельной раны, полученной в битве при Бусако 27 сентября 1810 года. Так что даже этот эпизод - исключение в жизни самого виновного, полностью смывшего кровью своё бесчестье. Олег Соколов, «Армия Наполеона», с.98.